# Negaprion
Negaprion is een geslacht van requiemhaaien (Carcharhinidae) en kent 2 soorten. De soorten in dit geslacht worden ook wel citroenhaaien genoemd.

## Taxonomie
- Negaprion acutidens (Rüppell, 1837)[3] – Sikkelvincitroenhaai
- Negaprion brevirostris (Poey, 1868)[4] – Citroenhaai

Carcharhinus · Galeocerdo · Glyphis · Isogomphodon · Lamiopsis · Loxodon · Nasolamia · Negaprion · Prionace · Rhizoprionodon · Scoliodon · Triaenodon